# 小関尚紀
小関 尚紀（こせき なおき - ）は日本の著作家。学位は修士（国際経営学）（早稲田大学）。

## 来歴

### 生い立ち
大阪府八尾市出身、1989年（平成元年）金光八尾高等学校卒業。
早稲田大学の大学院に進学し、アジア太平洋研究科の国際経営学専攻にて修士課程を修了した。修士（国際経営学）を取得。筑波大学大学院博士後期中退。

### 作家として
1991年にアメリカ西海岸、翌年エジプト、モロッコ、スペイン、フランスへと初めての海外一人旅を経験し、旅に目覚める。イラン、パキスタン、シリア、ヨルダン、レバノン、イスラエル、イエメン等の中東地域、ラオス、カンボジア、南インド、スリランカ、ウズベキスタン等のアジア地域を中心に35ヵ国以上の国をバックパッカーとして、旅に出続ける。尚、途中から地図上の国と国を繋げての旅を意識しだす。
2009年（平成21年）12月、『新人マーケター乙女侍奮闘記』で、作家としてデビューする。

## 著書
- 『奇想天外なマーケティング授業』Gilbut Publishing Co., Ltd.『新人マーケター乙女侍奮闘記』韓国語版（2011年8月）
- 『ダメ営業マンのボクが企業参謀に変わるまで』（2010年7月、東洋経済新報社）
- 『だから僕らは旅に出る』100人100旅プロジェクト共著（2010年6月、ユーフォーブックス）
- 『新人マーケター乙女侍奮闘記』（2009年12月、東洋経済新報社）
- 電子書籍籍版『ダメ営業マンのボクが企業参謀に変わるまで』
- 電子書籍版『新人マーケター乙女侍奮闘記』

## 論文
- 『キャラクター選好プロセスモデルの探索的研究 』2003年早稲田大学